# Spirit Trap
Pour plus de détails, voir Fiche technique et Distribution.
Spirit Trap est un film fantastique-horreur britannique réalisé en 2005. Bien que l'histoire se déroule à Londres, le film a été tourné à Bucarest, en Roumanie.

## Synopsis
Quatre étudiants se voient proposer une colocation dans une vieille maison de Londres. L'un d'eux va remettre en route une horloge inhabituelle servant de passage avec l'au-delà. Les sombres secrets des étudiants et de la maison sont révélés. Le groupe entre dans une spirale de visions, d'horreur surnaturelle et de violences meurtrières, avant que le passage ne se referme.

## Fiche technique
- Titre : Spirit Trap
- Réalisation : David Smith
- Scénario : Phil O'Shea, Rohan Candappa, Paul Finch
- Montage : Simon Cozens
- Photographie : Nick Sawyer
- Costumes : Sarah Burns
- Musique : Guy Fletcher
- Production : Guy Fletcher
- Société(s) de production : Archangel filmworks
- Société(s) de distribution : Seven sept
- Pays d'origine : Royaume-Uni
- Langue originale : Anglais
- Genre : Fantastique et horreur
- Durée : 90 minutes
- Dates de sorties :
  -  Royaume-Uni : 12 août 2005 (cinéma)
  -  France : 9 avril 2009 (directement en DVD).
- Public : Film interdit aux moins de 12 ans.

## Distribution
- Billie Piper : Jenny
- Luke Mably : Tom
- Sam Troughton : Nick
- Emma Catherwood : Adèle
- Alsou : Tina
- Chiké Okonkwo : Edmund Joseph
- Ovidiu Matesan : Zack
- Kitt Smith : Sam
- Miruna Biranu Chetu : Mère de Jenny